# Epimyrma gordiagini
Epimyrma gordiagini är en myrart som först beskrevs av Mikhail Dmitrievich Ruzsky 1902.  Epimyrma gordiagini ingår i släktet Epimyrma och familjen myror. Inga underarter finns listade i Catalogue of Life.